# (12766) Paschen
(12766) Paschen  es un asteroide perteneciente al cinturón de asteroides, descubierto el 9 de noviembre de 1993 por Eric Walter Elst desde el Observatorio de Caussols, en Francia.

## Designación y nombre
Paschen se designó inicialmente como 1993 VV4.
Más adelante fue nombrado en honor al físico espectroscopista alemán Friedrich Paschen (1865-1947).

## Características orbitales
Paschen orbita a una distancia media del Sol de 3,0407 ua, pudiendo acercarse hasta 2,8959 ua y alejarse hasta 3,1854 ua. Tiene una excentricidad de 0,0476 y una inclinación orbital de 9,7282° grados. Emplea en completar una órbita alrededor del Sol 1936 días.

## Características físicas
Su magnitud absoluta es 12,7. Tiene 10,264 km de diámetro. Su albedo se estima en 0,153.